# Petgärde träsk
Petgärde träsk este o arie protejată (arie specială de conservare — SAC, sit de importanță comunitară — SCI, arie de protecție specială avifaunistică — SPA) din Suedia întinsă pe o suprafață de 111,6 ha, integral pe uscat.

## Localizare
Centrul sitului Petgärde träsk este situat la coordonatele 56°57′16″N 16°51′29″E / 56.9545°N 16.858°E.

## Înființare
Situl Petgärde träsk a fost declarat arie de protecție specială avifaunistică în martie 1996 pentru a proteja 9 specii de animale. Alte tipuri de protecție:
- sit de importanță comunitară (în ianuarie 2002)
- arie specială de conservare (în martie 2011)[1][3][4]

## Biodiversitate
Situată în ecoregiunea boreală, aria protejată conține 4 habitate naturale: Pajiști cu Molinia pe soluri calcaroase, turboase sau argilos-nămoloase (Molinion caeruleae), Mlaștini alcaline, Pajiști uscate seminaturale și facies de acoperire cu tufișuri pe substraturi calcaroase (Festuco-Brometalia) (* situri importante pentru orhidee), Mlaștini calcaroase cu Cladium mariscus și specii de Caricion davallianae.
La baza desemnării sitului se află mai multe specii protejate de  păsări (9): chirighiță neagră (Chlidonias niger), erete de stuf (Circus aeruginosus), erete vânăt (Circus cyaneus), cocor (Grus grus), bătăuș (Philomachus pugnax), corcodel-urechiat (Podiceps auritus), cresteț pestriț (Porzana porzana), Sterna paradisaea, fluierar de mlaștină (Tringa glareola).